# 枇杷柴属
枇杷柴属（学名：Reaumuria）是柽柳科下的一个属，为多枝亚灌木植物。该属共有约20种，分布于地中海区和中亚。